# هواپیمایی اترک

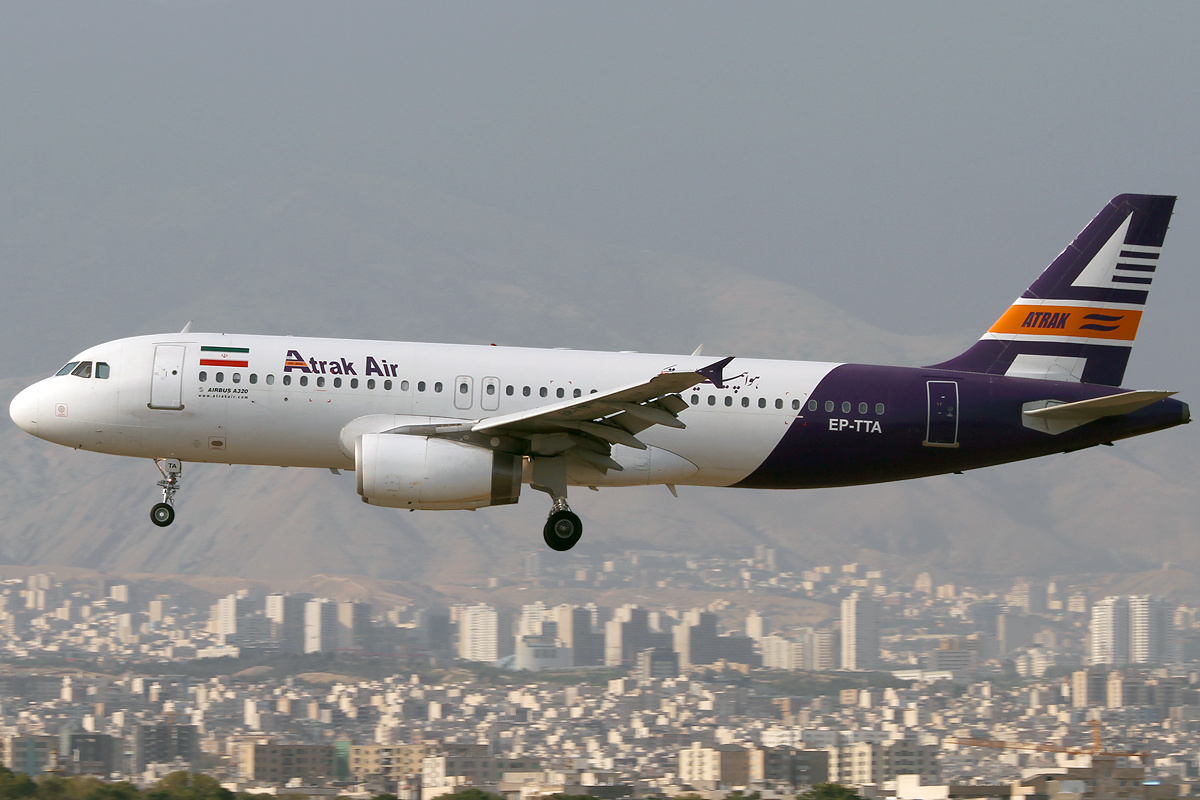
ایرباس آ-۳۲۰ اترک در حال فرود در فرودگاه مهرآباد.

هواپیمایی اترک یکی از شرکت‌های هواپیمایی خصوصی ایران بود که قطب آن در فرودگاه بجنورد قرار داشت.
این شرکت در سال ۱۳۹۱ با اخذ مجوزهای داخلی و بین‌المللی آغاز به کار کرد.ناوگان این هواپیمایی شامل ۳ فروند هواپیمای ایرباس ای۳۲۰ بود. این شرکت در حال حاضر فعال نبوده و ایرباس‌های آن به هواپیمایی ایران ایرتور واگذار شده است.

## مقصدهای پروازی
مقصدهای پروازی هواپیمایی اترک به شرح زیر است:
| شهر       | فرودگاه                               |
| --------- | ------------------------------------- |
| آبادان    | فرودگاه بین‌المللی آبادان              |
| اهواز     | فرودگاه بین‌المللی اهواز               |
| بندرعباس  | فرودگاه بین‌المللی بندرعباس            |
| بجنورد    | فرودگاه بجنورد                        |
| بوشهر     | فرودگاه بوشهر                         |
| اصفهان    | فرودگاه بین‌المللی شهید بهشتی اصفهان   |
| جزیره کیش | فرودگاه بین‌المللی کیش                 |
| مشهد      | فرودگاه بین‌المللی شهید هاشمی‌نژاد مشهد |
| شیراز     | فرودگاه بین‌المللی شیراز               |
| تهران     | فرودگاه بین‌المللی مهرآباد             |

## ناوگان هوایی
ناوگان هوایی هواپیمایی اترک به شرح زیر است:

## حوادث
- در ۲۶ بهمن ۱۳۹۳، هواپیمای ایر باس ای۳۲۰ هواپیمایی اترک ایر در مسیر تهران-بجنورد پس از بلند شدن از روی باند به علت از کار افتادن موتور دوم این هواپیما مجبور به بازگشت و فرود اضطراری در مهرآباد شد.[۸]
- در ۹ تیر ۱۳۹۴ یک فروند ایرباس ای۳۲۰ مسیر تهران-مشهد، هنگام برخاستن به علت احساس دود در کابین از برخاستن انصراف داده و هواپیما فوراً متوقف می‌شود. مسافران بلافاصله از درهای خروج اضطراری هواپیما را ترک کردند. در این حادثه به کسی آسیبی نرسید.[۹]
- در شامگاه روز شنبه ۲۳ مرداد ماه ۱۳۹۵، یک فروند هواپیمای ایرباس ۳۲۰ هواپیمایی اترک با شمارهٔ پرواز ۱۹۴۳ که قصد پرواز فرودگاه بین‌المللی مهرآباد به سمت فرودگاه بین‌المللی شهید هاشمی نژاد مشهد را داشت، پس از تیک آف از باند خارج شد و برای ساعاتی فرودگاه مسدود اعلام شد. در این حادثه به هیچ‌یک از مسافران آسیبی وارد نشد و در گزارش‌های اولیه، شکستگی چرخ هواپیما علت سانحه ذکر شد.

ولی در نهایت حادثه خروج هواپیما از باند، پس از بررسی فراوان، اشتباه خلبان تشخیص داده شد.